# Herbert Jaumann
Herbert Jaumann (* 27. Juli 1945 in Nördlingen) ist ein deutscher Literaturwissenschaftler. Er lehrte zuletzt von 1994 bis 2010 als Professor für Neuere deutsche Literatur mit dem Schwerpunkt Frühe Neuzeit an der Universität Greifswald.

## Leben
Herbert Jaumann studierte von 1965 bis 1974 Germanistik, Anglistik, Soziologie, Philosophie und Spanisch an der Universität München sowie an der Universität Marburg. 1974 promovierte er bei Walter Müller-Seidel in München mit der Arbeit Die deutsche Barockliteratur. Eine wertungsgeschichtliche Studie in systematischer Absicht. Wertung – Umwertung (Druck Bonn: Bouvier Verlag 1975).
Von 1976 bis 1979 war Jaumann wissenschaftlicher Mitarbeiter an dem DFG-Projekt „Literatur im Fernsehen“ unter der Leitung von Wilfried Barner und Lehrbeauftragter an der Universität Tübingen. Danach ging er für neun Jahre als wissenschaftlicher Assistent und Mitarbeiter von Wilhelm Voßkamp an die Universität Bielefeld. Dort habilitierte er sich 1988 mit der Arbeit Critica. Untersuchungen zur Geschichte der Literaturkritik zwischen Quintilian und Thomasius. (Druck Leiden: Brill 1995). Nach Lehrstuhlvertretungen an den Universitäten Kiel und Bielefeld lehrte er vier Jahre als Professor für Deutsch und deutsche Literatur an der Universität Toronto in Kanada.
Jaumann gilt als Fachmann auf dem Gebiet der Frühen Neuzeit. Er verfasste zahlreiche Monographien und hat mit Walter Erhart den Band Jahrhundertbücher herausgegeben. Seit dem Wintersemester 1994/95 lehrte Jaumann als Professor für Neuere deutsche Literatur / Frühe Neuzeit an der Universität Greifswald. Seit Herbst 2010 ist er emeritiert.

## Veröffentlichungen (Auswahl)
Als Verfasser
- Die deutsche Barockliteratur, Wertung – Umwertung. Eine werungsgeschichtliche Studie in systematischer Absicht. Bouvier, Bonn 1975, ISBN 3-416-01075-2. (Diss. München 1974)
- Critica. Untersuchungen zur Geschichte der Literaturkritik zwischen Quintilian und Thomasius. Brill, Leiden u. a. 1995, ISBN 90-04-10276-0. (Habil.schr. Bielefeld 1988)
- Handbuch Gelehrtenkultur der Frühen Neuzeit. Band 1: Bio-bibliographisches Repertorium. (Autorenlexikon). De Gruyter, Berlin 2004, ISBN 3-11-016069-2.
- Zwischen Gelehrtenkultur und Wissenschaftsgeschichte. Historische Studien zur literarischen Kultur der Frühen Neuzeit. Mattes, Heidelberg 2022, ISBN 978-3-86809-181-6.

Als Herausgeber oder Mitverfasser
- mit Sven-Aage Jørgensen, John A. McCarthy und Horst Thomé: Christoph Martin Wieland. Epoche – Werk – Wirkung. Beck, München 1994.
- Rousseau in Deutschland. Neue Beiträge zur Erforschung seiner Rezeption. De Gruyter, Berlin 1994. (Hrsg. u. Mitverf.)
- Kaspar Schoppe (1576–1649), Philologe im Dienste der Gegenreformation. Beiträge zur Gelehrtenkultur des europäischen Späthumanismus. (= Zeitsprünge. Forschungen zur Frühen Neuzeit. 2). Klostermann, Frankfurt am Main 1998. (Hrsg. u. Mitverf.)
- mit Walter Erhart: Jahrhundertbücher. Große Theorien von Sigmund Freud bis Niklas Luhmann. Beck, München 2000. (Mithrsg. u. Mitverf.)
- Die europäische Gelehrtenrepublik im Zeitalter des Konfessionalismus. Harrassowitz, Wiesbaden 2001. (Hrsg. u. Mitverf.)
- mit Jürgen Klein, Bettina Rommel und Gregor Vogt-Spira: Domänen der Literaturwissenschaft. Stauffenburg Verlag, Tübingen 2001. (Mithrsg.)
- mit Manfred Beetz: Christian Thomasius im literarischen Feld. (= Hallesche Beiträge zur Europäischen Aufklärung. 20). Niemeyer, Tübingen 2003.
- mit Merio Scattola und Emilio Bonfatti: Italien und Deutschland. Austauschbeziehungen in der gemeinsamen Gelehrtenkultur der Frühen Neuzeit. Unipress, Padova 2008. (Hrsg. u. Mitverf.)
- Diskurse der Gelehrtenkultur in der Frühen Neuzeit. Ein Handbuch. De Gruyter, Berlin / New York 2011.
- mit Gideon Stiening: Neue Diskurse der Gelehrtenkultur in der Frühen Neuzeit. Ein Handbuch. De Gruyter, Berlin/Boston 2016.

Editionen, Übersetzungen
- Christoph Martin Wieland: Der goldne Spiegel und andere politische Dichtungen. Winkler Verlag, München/Zürich 1979.
- Louis-Sébastien Mercier: Das Jahr 2440 [L’An 2440]. Ein Traum aller Träume. Deutsch von Christian Felix Weiße [1772]. Mit Überarb. der historischen Übersetzung, Erläuterungen u. einem Nachwort. Suhrkamp, Frankfurt am Main 1982. (verbesserte u. ergänzte Neuausgabe 1989 (insel taschenbücher 1162))
- Johann Wolfgang Goethe: Unterhaltungen deutscher Ausgewanderten. In: Wilhelm u. Almuth Voßkamp (Hrsg.): Wilhelm Meisters theatralische Sendung / Wilhelm Meisters Lehrjahre. Deutscher Klassiker-Verlag, Frankfurt am Main 1992.
- Martin Opitz: Buch von der Deutschen Poeterey (1624). Studienausgabe, hrsg. mit Dokumentenanhang, Anmerkungen u. Nachwort. Verlag Reclam, Stuttgart 2002; Neudruck 2025 (durchgesehen u. in den Literaturhinweisen ergänzt).
- Christian Thomasius: Monatsgespräche. Nachdruck der Ausgabe Frankfurt u. Leipzig: Weidmann, u. Halle: Saalfeld 1688–1690. Olms, Hildesheim 2015. (Ausgewählte Werke, hrsg. von Werner Schneiders und Frank Grunert, Bde. 5–7). 3 Bände in je 2 Halbbänden: 5.1–2; 6.1–2; 7.1–2. Vorwort in Bd. 5.1, S. V–LV.
- Johann Valentin Andreae: Turbo, sive moleste et frustra per cuncta divagans ingenium (1616). Hrsg., übersetzt u. kommentiert. Verlag frommann-holzboog, Stuttgart-Bad Cannstatt 2018. (Gesammelte Schriften, hrsg. von Bernd Roling und Wilhelm Schmidt-Biggemann, Bd. 8).
- Isaac La Peyrère: Praeadamitae – Systema theologicum (1655). Übersetzung, Einleitung u. Erläuterungen, mit Reimund B. Sdzuj und Franziska Borkert. Verlag frommann-holzboog, Stuttgart-Bad Cannstatt 2019. (Reihe Freidenker der europäischen Aufklärung, hrsg. von Winfried Schröder, Abt. I: Texte, Bd. 3, 1–2)
- Das Jahr 2440, zum zweitenmal geträumt. Drei Texte zur Rezeption von Merciers Zeitutopie L’An 2440 in der deutschen Spätaufklärung. Wiedergabe der Originaldrucke von 1783, 1772 und 1777. Mit weiteren Dokumenten, einem Nachwort u. Sacherläuterungen. Ulenspiegel-Verlag, Erfurt/Waltershausen 2020. (Deutschlands achtzehntes Jahrhundert, hrsg. von Franz-Ulrich Jestädt. Quellen, Bd. 2).